# الست الناظرة (فلم)
الست الناظرة هو فيلم من إخراج أحمد ضياء الدين، وقصة وحوار محمد علي أحمد، وسيناريو نبيل غلام.

## تمثيل[1]
سعاد حسني (هدى)
شكري سرحان (فريد)
ماجدة الخطيب (سناء)
عماد حمدي (محمود الأب)
زوزو نبيل (حكمت زوجة الأب)
زهرة العلا (الناظرة)
محمود ذوالفقار (الدكتور عمر)

## قصة الفيلم
محمود السيد (عماد حمدى) ماتت زوجته، فأثر موتها على قراراته حتى فقد ثروته وعمله، وتزوج من الأرملة الثرية حكمت (زوزو نبيل) لترعى ابنته الصغيرة هدى مع ابنتها الصغيرة سناء، وقد أمدته بمالها ليبدأ من جديد، غير أنها اشترطت أن تكون كل الأعمال باسمها، وأحرز محمود نجاحا كبيراً واستعاد ثروته المفقودة، لكنه بعد سنوات اكتشف أنه مازال واقفا حيث كان، فقد كان كل شيء باسم زوجته وهي المسيطرة على كل شيء، وتستطيع أن تلقيه في الشارع مع ابنته هدى التي كبرت (سعاد حسنى) وأجبرته على إلحاقها بمدرسة داخلية بالإسكندرية بعيدا عن القاهرة، ليخلوا البيت لابنتها سناء (ماجده الخطيب)، ومنعته من اصطحاب ابنته بالإجازة الأسبوعية، مما أثر على نفسية هدى، وتعاطفت معها الست الناظره (زهرة العلا) واصطحبتها لمنزلها ورحب بها زوجها الدكتور عمر (محمود ذو الفقار)، وفي إجازة نصف العام اضطرت زوجة الأب حكمت لاستقبال هدى بمنزلها، وعاملتها بقسوة ومهانة شديدة كخادمة، واكتشفت هدى ان سناء مخطوبة لجارهم طالب نهائى الطب فريد (شكرى سرحان) والذي لاحظ المعاملة السيئة التي تتحملها هدى وتحملها للمسئولية وإصرارها على مواصلة دراستها والنجاح لتصبح طبيبة، على عكس سناء المدللة، لذلك تعاطف مع هدى، ولما لاحظت حكمت ذلك التقارب، سعت للتخلص من هدى بتزويجها من ابن اختها سمير (نبيل الهجرسى) الموظف البسيط مع وعد بمنحه معونة شهرية، وتخرج فريد، ورفض زواج هدى وصارحها بحبه، وعرض عليها الزواج ورأتهم حكمت فعجلت بزواج هدى، التي هربت من المنزل وتركت خطاب انتحار، وهمت بإلقاء نفسها في النيل، ولكن تراءا امام عينها الحل البديل، وهو الست الناظره، فتوجهت للأسكندرية، بنما ظن محمود ان ابنته ماتت، فطلق حكمت وسافر للعمل في الكويت، وسافر فريد لإستكمال تعليمه في النمسا، وتزوجت سناء من سمير، بينما وافق الدكتور عمر على تربية هدى بعد ان فشل في العثور على والدها، وسافر د.عمر والست الناظره للقاهرة حيث افتتح مستشفى خاص عملت فيه هدى ممرضة واستكملت دراستها بكلية الطب، مع متابعة اخبار الدكتور فريد وأبحاثه العلمية، حتى عاد للقاهرة والتحق بالتدريس في كلية الطب، وظنت هدى انه لم يتعرف عليها، كما ظنت انه تزوج من سناء، وتخرجت هدى، وطلبها فريد من د.عمر، الذي اخبره بوجود ابيها في الكويت، فأرسل فريد في طلبه، وفوجئت هدى بوجود سناء حاملا في غرفة العمليات في حالة ولادة متعثرة، وقد طلبها فريد لمساعدته، وتتم العملية بنجاح وتهنئ هدى أستاذها على المولود، ويخبرها انه لم يتزوج سناء، ويجهز لها عدة مفاجآت، إذا وجدت والدها في انتظارها، وطلبها فريد للزواج، وحاولت حكمت العودة لمحمود، لكنه لم يُعرها التفاتا، وواصل طريقه مع هدى ابنته وعريسها فريد، ووالديها الذين ربياها، الدكتور عمر والست الناظره.